# Al-Birwa
Al-Birwa (arab. البروه) – nieistniejąca już arabska wieś, która była położona w Dystrykcie Akki w Mandacie Palestyny. Wieś została wyludniona i zniszczona podczas I wojny izraelsko-arabskiej, po ataku Sił Obronnych Izraela w dniu 11 lipca 1948.

## Położenie
Al-Birwa leżała na skalistym wzgórzu na granicy nadmorskiej równiny ze wzgórzami Zachodniej Galilei. Według danych z 1945 do wsi należały ziemie o powierzchni 1354,2 ha. We wsi mieszkało wówczas 1 460 osób.
| własność gruntów | powierzchnia gruntów (hektary) |
| ---------------- | ------------------------------ |
| Arabowie         | 1293,9                         |
| Żydzi            | 54,6                           |
| publiczne        | 5,7                            |
| Razem            | 1354,2                         |

| Rodzaj użytkowanych gruntów | Arabowie (hektary) | Żydzi (hektary) |
| --------------------------- | ------------------ | --------------- |
| uprawy oliwek               | 120                | 0               |
| uprawy nawadniane           | 154,8              | 1,6             |
| uprawy zbóż                 | 845,7              | 431             |
| nieużytki                   | 293,2              | 9,9             |
| zabudowane                  | 5,9                | 0               |

## Historia
W czasach Krzyżowców w rejonie tym wybudowano zamek obronny nazywany Broet. W 1596 w al-Birwa żyło 121 mieszkańców, którzy płacili podatki z upraw pszenicy, jęczmienia, owoców, hodowli kóz i uli.
W okresie panowania Brytyjczyków al-Birwa była dużą wsią. We wsi znajdował się jeden meczet i kościół. W 1888 Turcy utworzyli we wsi szkołę podstawową dla chłopców. W 1943 powstała szkoła dla dziewcząt.
Podczas arabskich rozruchów 1936–1939 mieszkańcy al-Birwy wzięli udział w zajściach przeciwko brytyjskim władzom Mandatu Palestyny. Ze wsi pochodził przywódca powstania w Dolnej Galilei szejk Jihja Hawasz. Został on aresztowany i skazany na dożywotnie więzienie. Brytyjczycy skazali także ośmiu innych mieszkańców wsi. Podczas I wojny izraelsko-arabskiej we wsi stacjonowały siły Arabskiej Armii Wyzwoleńczej, które paraliżowały żydowską w komunikację w rejonie. W dniu 11 czerwca 1948 wieś po krótkiej walce zajęły siły izraelskie. Mieszkańcy uciekli wówczas do sąsiednich wiosek arabskich, a większość domów wyburzono. Pomimo obowiązującego rozejmu, w następnych dniach w rejonie al-Birwy dochodziło do kolejnych starć, a wieś ponownie zajęła Arabska Armia Wyzwoleńcza. Podczas operacji Dekel w dniu 11 lipca 1948 wieś al-Birwa po krótkiej walce zajęły siły izraelskie.

## Miejsce obecnie
Na terenach wioski al-Birwa powstał w 1949 kibuc Jasur, a w 1950 moszaw Achihud.
Palestyński historyk Walid Chalidi, tak opisał pozostałości wioski al-Birwa: „Pozostały trzy domy, dwa sanktuaria i szkoła. Jedna z tych świątyń jest wybudowana z kamienia, z zakrzywioną kopułą, która obejmuje cały dach. Architektura szkoły jest podobna do tej z Kula. Wszystkie te zabytki stoją opuszczone wśród kaktusów, chwastów, drzew figowych i morwowych. Wśród gruzów zniszczonych domów rośnie roślinność. Zachowały się także zaniedbane groby. Część terenu i ziemi zajęły uprawy hodowlane mieszkańców Achihud”.